# Meknes-Tafilalt

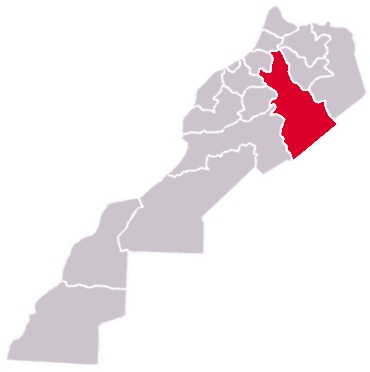
Region na mapie kraju

Meknes-Tafilalt (arab. مكناس تافيلال) to region w Maroku, we wschodniej części kraju graniczący z Algierią. Ludność w regionie wynosiła w 2004 roku 2 141 527 mieszkańców na powierzchni 79 210 km². Stolicą regionu jest Meknes.
Region składa się z 5 prowincji:
- Al-Hadżab
- Ifran
- Chunajfira
- Ar-Raszidija
- Meknes